# آنا پروتسنال
آنا ماگدالنا پروتسنال-میشو (لهستانی: Anna Magdalena Prucnal-Michaud؛ ۱۷ دسامبر ۱۹۴۰) بازیگر سینما و تئاتر و همچنین خواننده اهل لهستان است.
از فیلم‌هایی که وی در آن‌ها نقش داشته است، می‌توان به زیبا و ثروتمند بودن بهتر است، فیلم دلپذیر، شهر زنان، پژکوادانیتس و دراکولای پدر و پسر اشاره نمود.